# جينيفر كالفرت
جينيفر كالفرت هي ممثلة كندية، ولدت في 7 ديسمبر 1963 في أونتاريو في كندا.

## وصلات خارجية
- جينيفر كالفرت على موقع IMDb (الإنجليزية)
- جينيفر كالفرت على موقع قاعدة بيانات الفيلم (الإنجليزية)